# Tofaluba
Tofaluba ili Kišfalov (mađ. Kistótfalu) je selo u južnoj Mađarskoj.
Zauzima površinu od 10,50 km četvornih.

## Zemljopisni položaj
Nalazi se na 45° 54' 27" sjeverne zemljopisne širine i 18° 18' 27" istočne zemljopisne dužine. Bišira je 2 km zapadno, Salanta je 4 km sjeverozapadno, Ata je 2 km sjeverno, Petra je 4 km sjeveroistočno, Vakan je 1 km istočno, Veliko Selo je 3 km jugoistočno, kotarsko sjedište Šikloš je 4 km južno, Jud je 3 km jugozapadno.

## Upravna organizacija
Upravno pripada Šikloškoj mikroregiji u Baranjskoj županiji. Poštanski broj je 7768.

## Promet
Kroz selo prolazi prolazi željeznička pruga Pečuh – Viljan – Mohač.
Državna cestovna prometnica br. 58 se nalazi 5 km istočno.

## Stanovništvo
Tofaluba (Kišfalov) ima 334 stanovnika (2001.). Mađari su većina. U selu je nekolicina Nijemaca. 40% stanovnika su rimokatolici, 47% je kalvinista, a u selu je nekoliko luterana i grkokatolika.

## Vanjske poveznice
- (mađ.) Hivatalos honlap
- Tofaluba (Kišfalov) na fallingrain.com